# ستيف روتر (لاعب كرة قدم)
ستيف روتر (بالإنجليزية: Steve Rutter)‏ هو لاعب كرة قدم بريطاني في مركز الهجوم، ولد في 24 يوليو 1968 في Erith ‏ في المملكة المتحدة. لعب مع نادي كيترينغ تاون ونادي ووستر سيتي.